# 霍頓撞擊坑
霍頓撞擊坑（英語：Holden Crater）位於火星水手號谷東南方、阿爾及爾平原北方的高地上，直徑152.66公里，是預計於2011年發射的火星科學實驗室四個登陸候選地點之一。名稱來自美國天文學家、太平洋天文學會創辦人愛德華·辛格登·霍頓（Edward Singleton Holden）。
此撞擊坑有古代水流活動的遺跡，如從西南方流入的烏斯缽谷的洪水、撞擊坑壁沖蝕溝末端的沖積扇，而最特別的是裸露出的湖底沉積物，其中含有黏土。這些特徵使得霍頓撞擊坑被選為預計2011年發射的火星科學實驗室的登陸候選地點，以研究古代的水文及氣候。

## 外部連結
- ESA Mars Express: Crater Holden and Uzboi Vallis （页面存档备份，存于）
- 霍頓撞擊坑沈積岩層的HiRISE照片
- Hauber;  et al.  (PDF). Lunar and Planetary Sciences conference. 2007  [2011-01-16]. （原始内容存档 (PDF)于2011-06-05）.
- Gazetteer of Planetary Nomenclature, Target: Mars （页面存档备份，存于）